# Xh
Xh – dwuznak występujący w języku albańskim i tlingit.
W języku albańskim reprezentuje spółgłoskę zwarto-szczelinową zadziąsłową dźwięczną (/dʒ/) - dźwięk zbliżony do polskiego "dż".
W kanadyjskiej wersji języka tlingit reprezentuje spółgłoskę szczelinową języczkową bezdźwięczną (/χ/).